# Klaas Koster (burgemeester)
Klaas Koster (Garijp, 25 juli 1910 – Zeegse, 29 oktober 1980) was een Nederlands politicus van de ARP.
Hij werd geboren als zoon van Abraham Rudolf Koster (1885-1958) en Elisabeth Berendina Gorter (1885-1946). Vader werd in 1912 hoofd van een christelijke lagere school in Oosterzee en acht jaar later kreeg hij eenzelfde functie in Zwammerdam. Klaas Koster bezocht de hbs in Alphen aan den Rijn waarna hij in Utrecht theologie ging studeren. In 1935 ging hij naar het toenmalig Nederlands-Indië waar hij als aspirant-controleur ging werken bij het Binnenlands Bestuur. In 1937 volgde promotie tot controleur. In die periode was hij werkzaam bij de residentie Zuid- en Oosterafdeling van Borneo. In de oorlog was hij geïnterneerd in een jappenkamp en nadat Indonesië eind 1949 onafhankelijk was geworden keerde hij terug naar Nederland. Daar ging hij als adviseur werken bij het Rijksarbeidsbureau om mensen te helpen die net als hij uit die voormalige kolonie gerepatrieerd waren. In juli 1952 werd Koster de burgemeester van Grijpskerk en in 1960 volgde zijn benoeming tot burgemeester van Grootegast. Vanaf november 1961 was hij daarnaast nog enige tijd waarnemend burgemeester van Oldekerk omdat burgemeester Jan Heinrich Boerma met ziekteverlof was. In augustus 1975 ging Koster met pensioen en eind 1980 overleed hij op 70-jarige leeftijd.